# Georgi Wassiljewitsch Afanassjew
Georgi Wassiljewitsch Afanassjew (russisch Георгий Васильевич Афанасьев, belarussisch Георгій Васільевіч Афанасьеў/Heorhij Wassiljewitsch Afanasjeu; * 24. Dezember 1909 in Moskau; † 26. März 1971) war ein sowjetisch-belarussischer Schachkomponist.
Afanassjews erste Studie erschien 1927 in der russischen Schachzeitschrift 64. Er veröffentlichte mehr als 120 Kompositionen, fast alles Studien, etwa die Hälfte davon ab 1965 als Gemeinschaftsarbeiten mit seinem Schüler Jewgeni Iwanowitsch Dwisow. 25 seiner Studien erhielten Auszeichnungen. Mehrfach gelangten seine Studien in die Preisränge in Mannschaftsturnieren. Als seine beiden Lieblingsthemen galten Ignorieren eines Doppelangriffs und Entfesselung.

## Privates
Afanassjew war Bautechniker. Seit 1952 lebte er in Schodsina in der Oblast Minsk, war aber laut Dwisow vom Kriegsausbruch bis 1957 in der Roten Armee tätig.